# Le Monteil-au-Vicomte
Pour les articles homonymes, voir Le Monteil.
Le Monteil-au-Vicomte est une commune française située dans le département de la Creuse en région Nouvelle-Aquitaine.

## Géographie

### Localisation
La commune est à 4,8 km de Chavanat, 5,3 de Saint-Pierre-en-Bellevue et 13,2 de Saint-Hilaire-la-Plaine.
| Vidaillat             | Chavanat           |                         |
| Saint-Pierre-Bellevue | Monteil-au-Vicomte | Vallière                |
| Royère-de-Vassivière  |                    | Saint-Hilaire-la-Plaine |

### Géologie et relief
- Commune membre du Parc naturel régional de Millevaches.
- Carte de l'occupation des sols de Le Monteil-au-Vicomte sur le Géoportail de l'ARB Nouvelle-Aquitaine : Entités paysagères:

Territoire communal : Occupation du sol (Corinne Land Cover); Cours d'eau (BD Carthage),
Géologie : Carte géologique; Coupes géologiques et techniques,
 Hydrogéologie : Masses d'eau souterraine; BD Lisa; Cartes piézométriques.
- Carte des paysages

### Hydrographie
Le Taurion traverse la commune.

### Climat
Pour des articles plus généraux, voir Climat de la Nouvelle-Aquitaine et Climat de la Creuse.
Historiquement, la commune est exposée à un climat montagnard.  
En 2020, Météo-France publie une typologie des climats de la France métropolitaine dans laquelle la commune est exposée à un climat de montagne et est dans la région climatique Ouest et nord-ouest du Massif Central, caractérisée par une pluviométrie annuelle de 900 à 1 500 mm, maximale en automne et en hiver.
Pour la période 1971-2000, la température annuelle moyenne est de 9,8 °C, avec une amplitude thermique annuelle de 15 °C. Le cumul annuel moyen de précipitations est de 1 208 mm, avec 13,3 jours de précipitations en janvier et 8,1 jours en juillet. Pour la période 1991-2020, la température moyenne annuelle observée sur la station météorologique la plus proche, située sur la commune de Pontarion à 10 km à vol d'oiseau, est de 10,5 °C et le cumul annuel moyen de précipitations est de 1 155,8 mm,. Pour l'avenir, les paramètres climatiques de la commune estimés pour 2050 selon différents scénarios d'émission de gaz à effet de serre sont consultables sur un site dédié publié par Météo-France en novembre 2022.

## Urbanisme

### Typologie
Au 1er janvier 2024, Le Monteil-au-Vicomte est catégorisée commune rurale à habitat très dispersé, selon la nouvelle grille communale de densité à 7 niveaux définie par l'Insee en 2022.
Elle est située hors unité urbaine et hors attraction des villes,.

### Occupation des sols
L'occupation des sols de la commune, telle qu'elle ressort de la base de données européenne d’occupation biophysique des sols Corine Land Cover (CLC), est marquée par l'importance des forêts et milieux semi-naturels (64,5 % en 2018), en diminution par rapport à 1990 (68,5 %). La répartition détaillée en 2018 est la suivante : 
forêts (64,5 %), prairies (21,7 %), zones agricoles hétérogènes (11,2 %), zones urbanisées (2,7 %). L'évolution de l’occupation des sols de la commune et de ses infrastructures peut être observée sur les différentes représentations cartographiques du territoire : la carte de Cassini (XVIIIe siècle), la carte d'état-major (1820-1866) et les cartes ou photos aériennes de l'IGN pour la période actuelle (1950 à aujourd'hui).

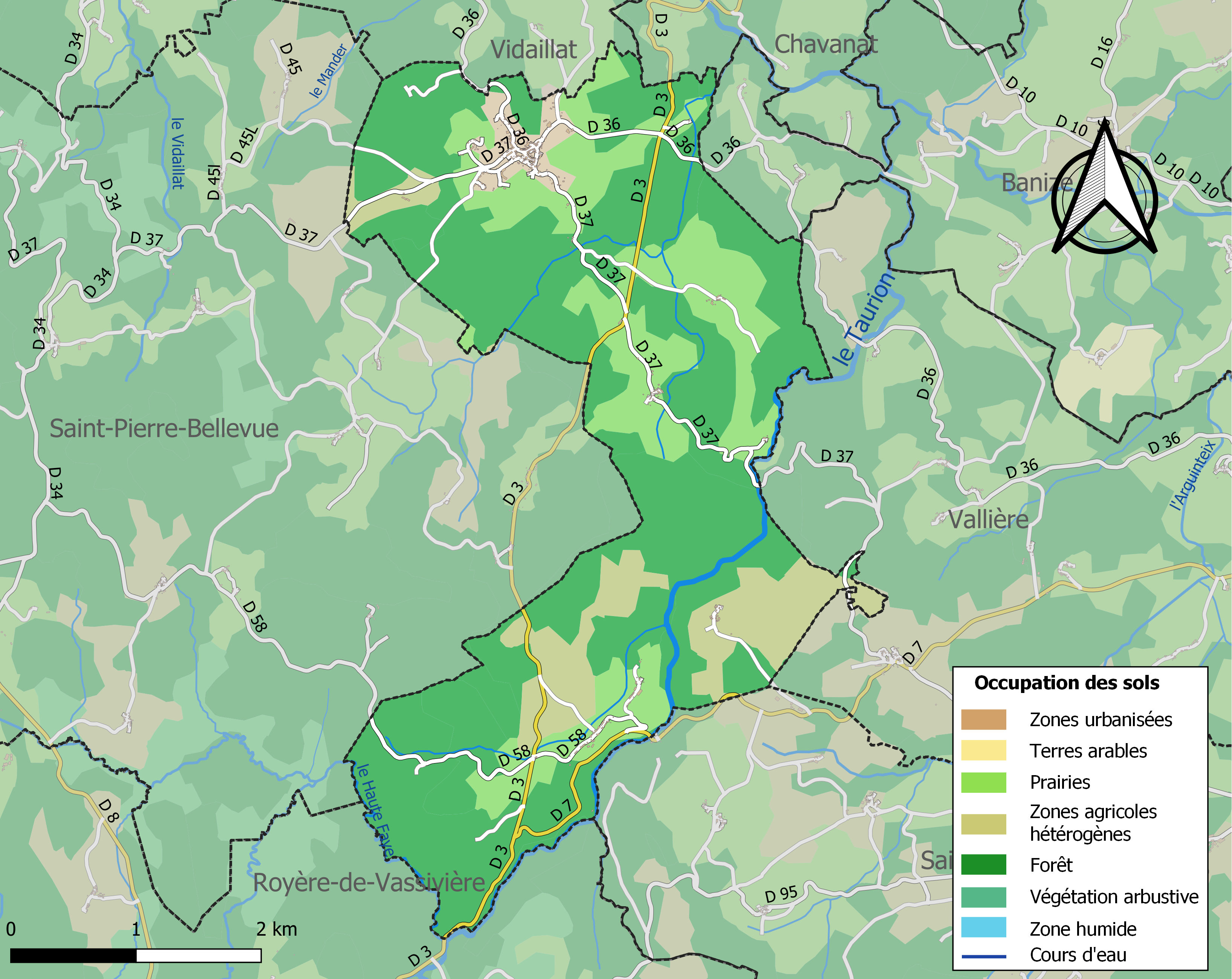
Carte des infrastructures et de l'occupation des sols de la commune en 2018 (CLC).

### Risques majeurs
Le territoire de la commune du Monteil-au-Vicomte est vulnérable à différents aléas naturels : météorologiques (tempête, orage, neige, grand froid, canicule ou sécheresse) et séisme (sismicité faible). Il est également exposé à un risque technologique, la rupture d'un barrage, et à un risque particulier : le risque de radon. Un site publié par le BRGM permet d'évaluer simplement et rapidement les risques d'un bien localisé soit par son adresse soit par le numéro de sa parcelle.

#### Risques naturels

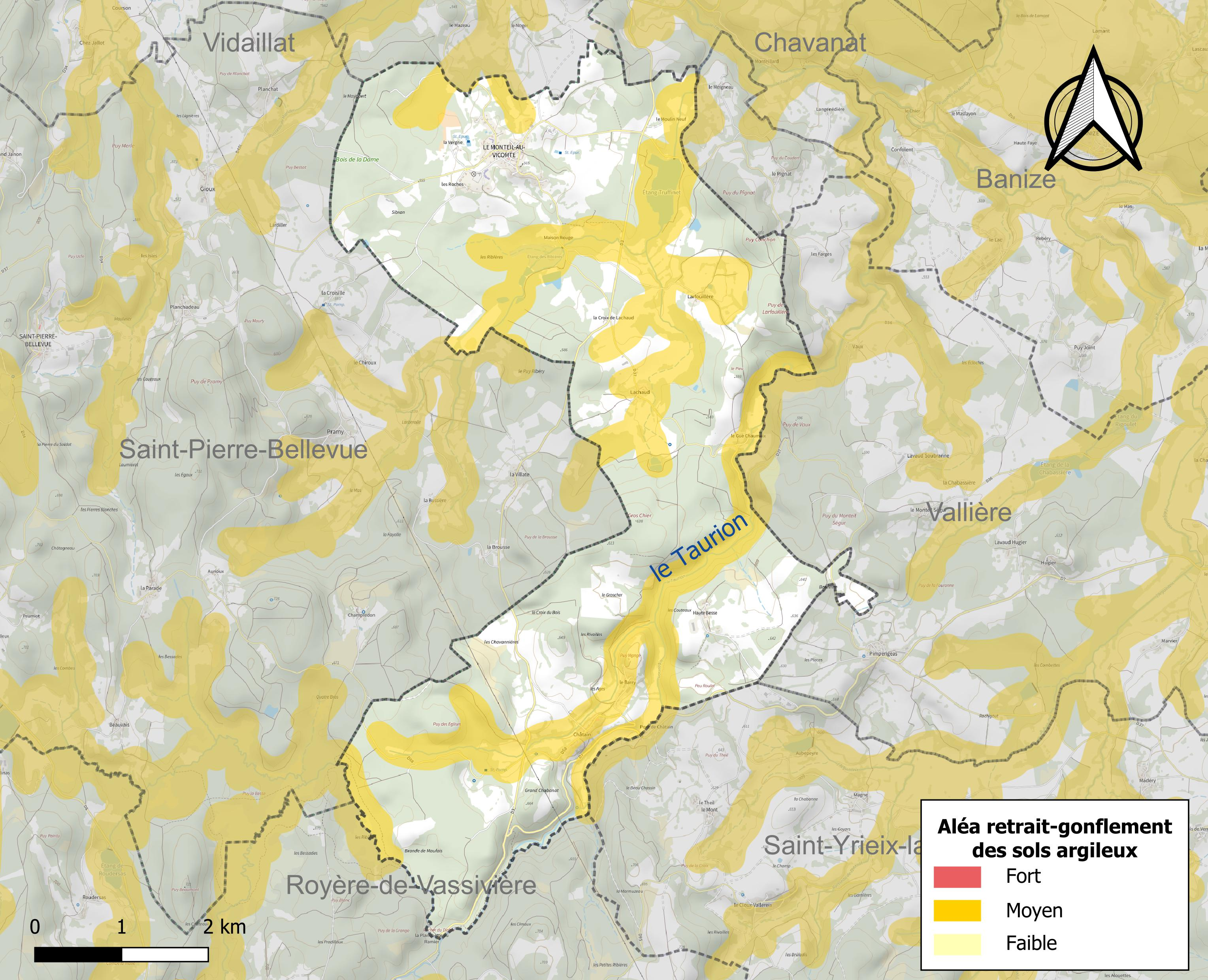
Carte des zones d'aléa retrait-gonflement des sols argileux du Monteil-au-Vicomte.

Le retrait-gonflement des sols argileux est susceptible d'engendrer des dommages importants aux bâtiments en cas d’alternance de périodes de sécheresse et de pluie. 30,8 % de la superficie communale est en aléa moyen ou fort (33,6 % au niveau départemental et 48,5 % au niveau national). Sur les 169 bâtiments dénombrés sur la commune en 2019,  52 sont en aléa moyen ou fort, soit 31 %, à comparer aux 25 % au niveau départemental et 54 % au niveau national. Une cartographie de l'exposition du territoire national au retrait gonflement des sols argileux est disponible sur le site du BRGM,.
Par ailleurs, afin de mieux appréhender le risque d’affaissement de terrain, l'inventaire national des cavités souterraines permet de localiser celles situées sur la commune.
La commune a été reconnue en état de catastrophe naturelle au titre des dommages causés par les inondations et coulées de boue survenues en 1982 et 1999. Concernant les mouvements de terrains, la commune a été reconnue en état de catastrophe naturelle au titre des dommages causés par des mouvements de terrain en 1999.

#### Sismicité
Commune située dans une zone de sismicité 2 faible.

#### Risques technologiques
La commune est en outre située en aval du  barrage de Lavaud-Gelade, un ouvrage sur le Taurion de classe A soumis à PPI, disposant d'une retenue de 17,4 millions de mètres cubes. À ce titre elle est susceptible d’être touchée par l’onde de submersion consécutive à la rupture de cet ouvrage.

#### Risque particulier
Dans plusieurs parties du territoire national, le radon, accumulé dans certains logements ou autres locaux, peut constituer une source significative d’exposition de la population aux rayonnements ionisants. Certaines communes du département sont concernées par le risque radon à un niveau plus ou moins élevé. Selon la classification de 2018, la commune du Monteil-au-Vicomte est classée en zone 3, à savoir zone à potentiel radon significatif.

### Voies de communications et transports

#### Voies routières
- D3 vers Chavanat, Villemonteil, Charbonnier.
- D10 vers Saint-Hilaire-le-Château, Banize.
- D36 vers Vidaillat.

#### Transports en commun
- Réseau TransCreuse.

##### SNCF
- Gare d'Aubusson,
- Gare de Felletin,
- Gare de Lavaveix-les-Mines,
- Gare de Busseau-sur-Creuse,
- Gare d'Eymoutiers-Vassivière.

## Histoire
Au XIIe siècle, il y avait un château du Monteil.
Le Monteil-le-Vicomte appartenait au Moyen Âge à la maison d'Aubusson, dont faisait partie le seigneur Antoine d'Aubusson.
En 1767, le dernier châtelain est le maire d'Aubusson, il sera ensuite vendu par adjudication en germinal (période allant du 21 mars au 19 avril du calendrier grégorien) de l'an II (1794). Il n'en reste aujourd'hui que des ruines.

## Politique et administration

### Découpage territorial
Le Monteil-au-Vicomte appartient à la circonscription unique de la Creuse, au canton de Felletin et à la communauté de communes Creuse Sud-Ouest.

### Liste des maires
| Période                                  | Période   | Identité        | Étiquette | Qualité   |
| ---------------------------------------- | --------- | --------------- | --------- | --------- |
| Les données manquantes sont à compléter. |           |                 |           |           |
| septembre 1973                           | mars 2001 | Robert Naucodie |           |           |
| mars 2001                                | mars 2014 | Christian Meyer |           |           |
| mars 2014                                | 2020      | Didier Martinez | PS        | Ingénieur |
| 2020                                     | En cours  | Christian Meyer |           |           |

### Budget et fiscalité 2021
En 2021, le budget de la commune était constitué ainsi :
- total des produits de fonctionnement : 245 000 €, soit 995 € par habitant ;
- total des charges de fonctionnement : 192 000 €, soit 780 € par habitant ;
- total des ressources d'investissement : 14 000 €, soit 59 € par habitant ;
- total des emplois d'investissement : 35 000 €, soit 141 € par habitant ;
- endettement : 29 000 €, soit 119 € par habitant.

Avec les taux de fiscalité suivants :
- taxe d'habitation : 12,9 % ;
- taxe foncière sur les propriétés bâties : 37,51 % ;
- taxe foncière sur les propriétés non bâties : 51,47 % ;
- taxe additionnelle à la taxe foncière sur les propriétés non bâties : 0,00 % ;
- cotisation foncière des entreprises : 0,00 %.

Chiffres clés Revenus et pauvreté des ménages en 2020 : médiane en 2020 du revenu disponible, par unité de consommation : 18 680 €.

## Population et société

### Démographie

#### Évolution démographique
L'évolution du nombre d'habitants est connue à travers les recensements de la population effectués dans la commune depuis 1800. Pour les communes de moins de 10 000 habitants, une enquête de recensement portant sur toute la population est réalisée tous les cinq ans, les populations de référence des années intermédiaires étant quant à elles estimées par interpolation ou extrapolation. Pour la commune, le premier recensement exhaustif entrant dans le cadre du nouveau dispositif a été réalisé en 2006.

En 2022, la commune comptait 217 habitants, en évolution de +7,43 % par rapport à 2016 (Creuse : −3,32 %, France hors Mayotte : +2,11 %).
| 1800 | 1806 | 1821 | 1831 | 1836 | 1841 | 1846 | 1851 | 1856 |
| ---- | ---- | ---- | ---- | ---- | ---- | ---- | ---- | ---- |
| 270  | 247  | 352  | 584  | 552  | 526  | 511  | 501  | 500  |

| 1861 | 1866 | 1872 | 1876 | 1881 | 1886 | 1891 | 1896 | 1901 |
| ---- | ---- | ---- | ---- | ---- | ---- | ---- | ---- | ---- |
| 482  | 507  | 510  | 518  | 572  | 607  | 555  | 570  | 520  |

| 1906 | 1911 | 1921 | 1926 | 1931 | 1936 | 1946 | 1954 | 1962 |
| ---- | ---- | ---- | ---- | ---- | ---- | ---- | ---- | ---- |
| 597  | 522  | 418  | 417  | 407  | 421  | 365  | 299  | 273  |

| 1968 | 1975 | 1982 | 1990 | 1999 | 2006 | 2011 | 2016 | 2021 |
| ---- | ---- | ---- | ---- | ---- | ---- | ---- | ---- | ---- |
| 289  | 281  | 287  | 248  | 266  | 225  | 210  | 202  | 215  |

| 2022 | - | - | - | - | - | - | - | - |
| ---- | - | - | - | - | - | - | - | - |
| 217  | - | - | - | - | - | - | - | - |

### Enseignement
Établissements d'enseignements :
- École maternelle et primaire.
- Collèges à Bourganeuf, Aubusson, Felletin, Ahun.
- Lycées à Bourganeuf, Aubusson, Felletin.

### Santé
Professionnels et établissements de santé :
- Médecins à Saint-Georges-la-Pouge, Royère-De-Vassivière, Pontarion, Peyrat-le-Château, Saint-Dizier-Leyrenne, La Saunière ;
- Pharmacies à Saint-Georges-la-Pouge, Royère-De-Vassivière, Pontarion, Sardent, Peyrat-le-Château ;
- Hôpitaux à Saint-Vaury, Meymac, La Souterraine, Eygurande.

### Cultes
- Culte catholique,  Diocèse de Limoges[32].

## Économie

### Entreprises et commerces

#### Agriculture
- Élevage d'autres bovins et de buffles.
- Sylviculture et autres activités forestières.
- Culture de légumes, de melons, de racines et de tubercules.

#### Tourisme
- Hébergements-Restauration à Le Monteil-au-Vicomte, Saint-Pierre-Bellevue, Vidaillat.

#### Commerces
- Commerces et services de proximité à Bourganeuf.

## Culture locale et patrimoine

### Lieux et monuments
- Château du Monteil inscrit sur l'inventaire supplémentaire des monuments historiques le 19 février 1964[33].

Vestiges de la chapelle du château fort.
- L’église Saint-Pierre du Monteil-au-Vicomte des XIVe, XVe et XVIe siècles. L'édifice a été inscrit sur l'inventaire supplémentaire des monuments historiques le 1er mai 1933[35] .

Cloche Église paroissiale Saint-Pierre-de-Vérone.
- Église de la Nativité-de-la-Vierge de Châtain[37].

Cloche de 1788.
Presbytère.
- Croix monumentales[40],[41],[42].
- Monument aux morts[43] : Conflits commémorés : Guerres 1914-1918 - 1939-1945[44].
- La Rigole du diable creusée par le Thaurion ou peut être par le diable lui-même, c'est une rivière tumultueuse parsemée de blocs rocheux, site très apprécié des randonneurs, des pêcheurs de truites et des conteurs[45].
- La tourbière de la Mazure située entre les communes de Royère-de-Vassivière, Le Monteil-au-Vicomte et Saint-Pierre-Bellevue.

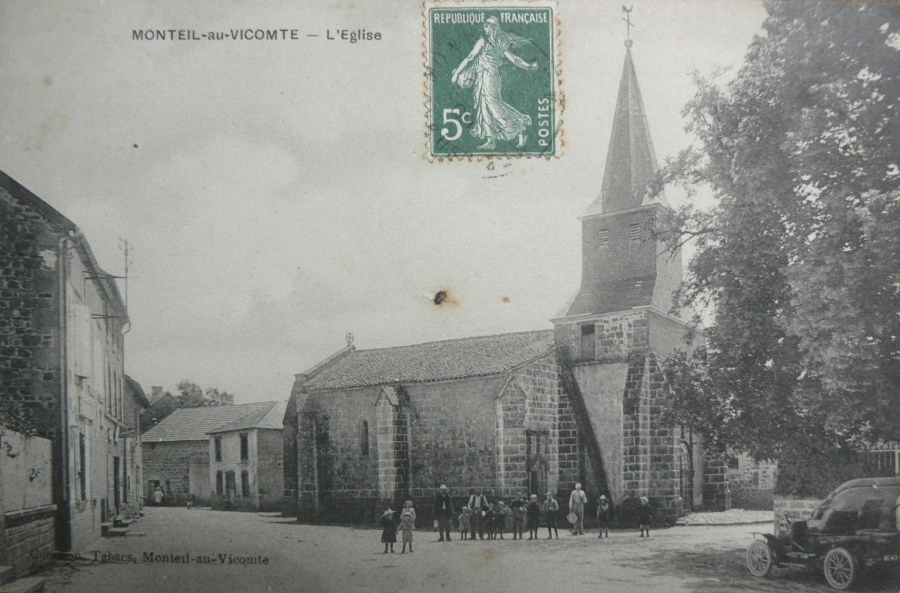
Carte postale de l'église vers 1925.
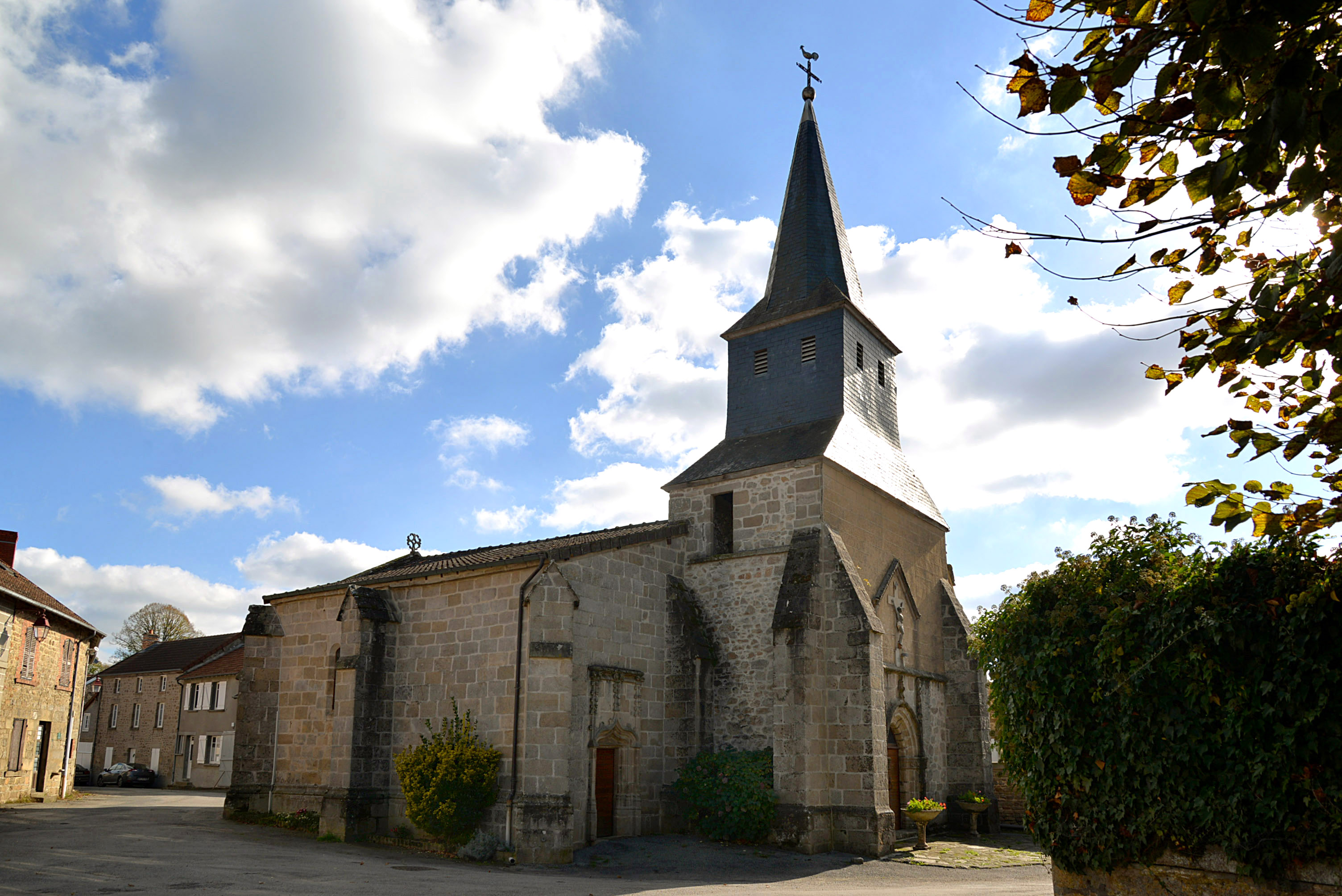
L’église Saint-Pierre. Vue nord-ouest.
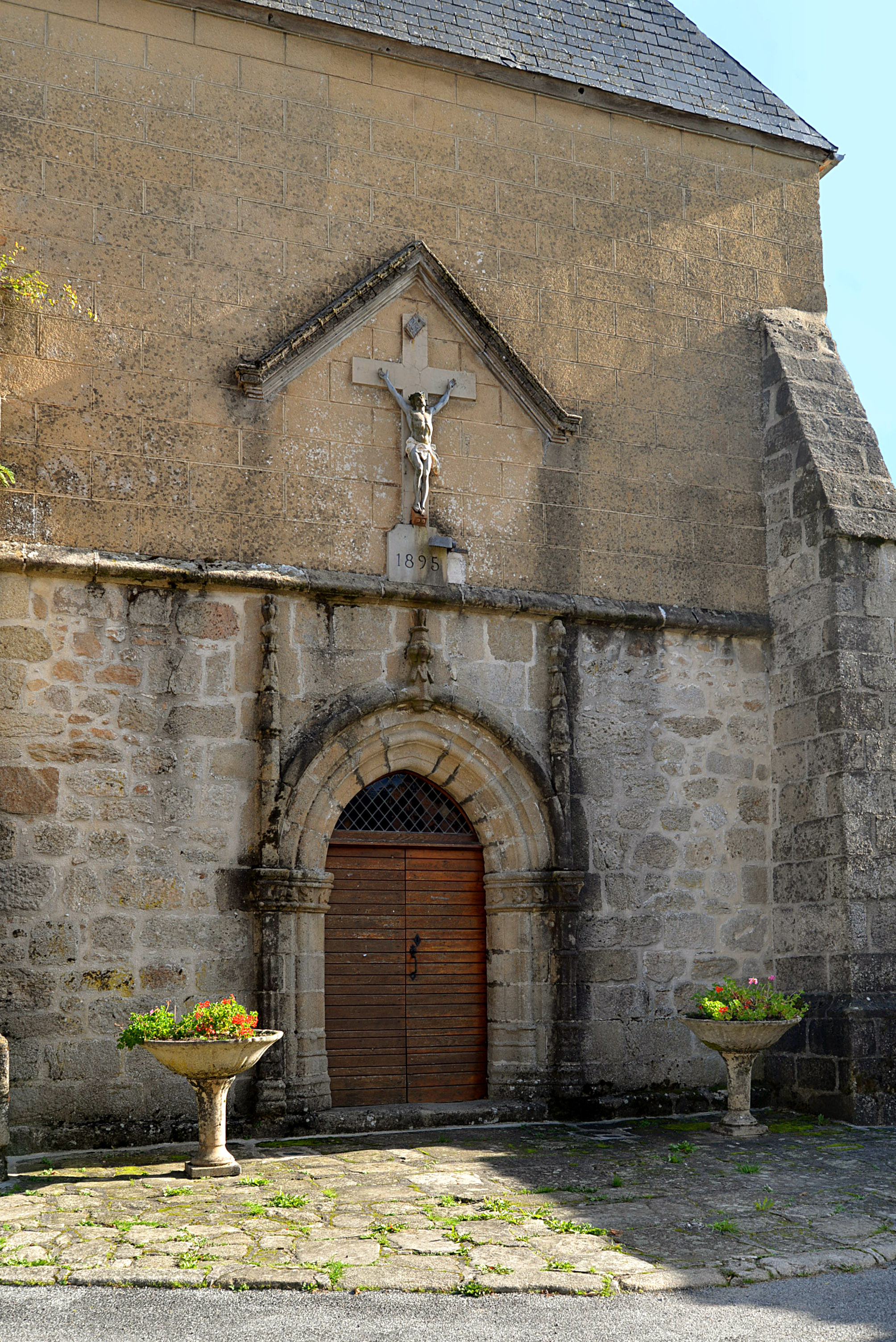
L’église Saint-Pierre. Portail ouest.
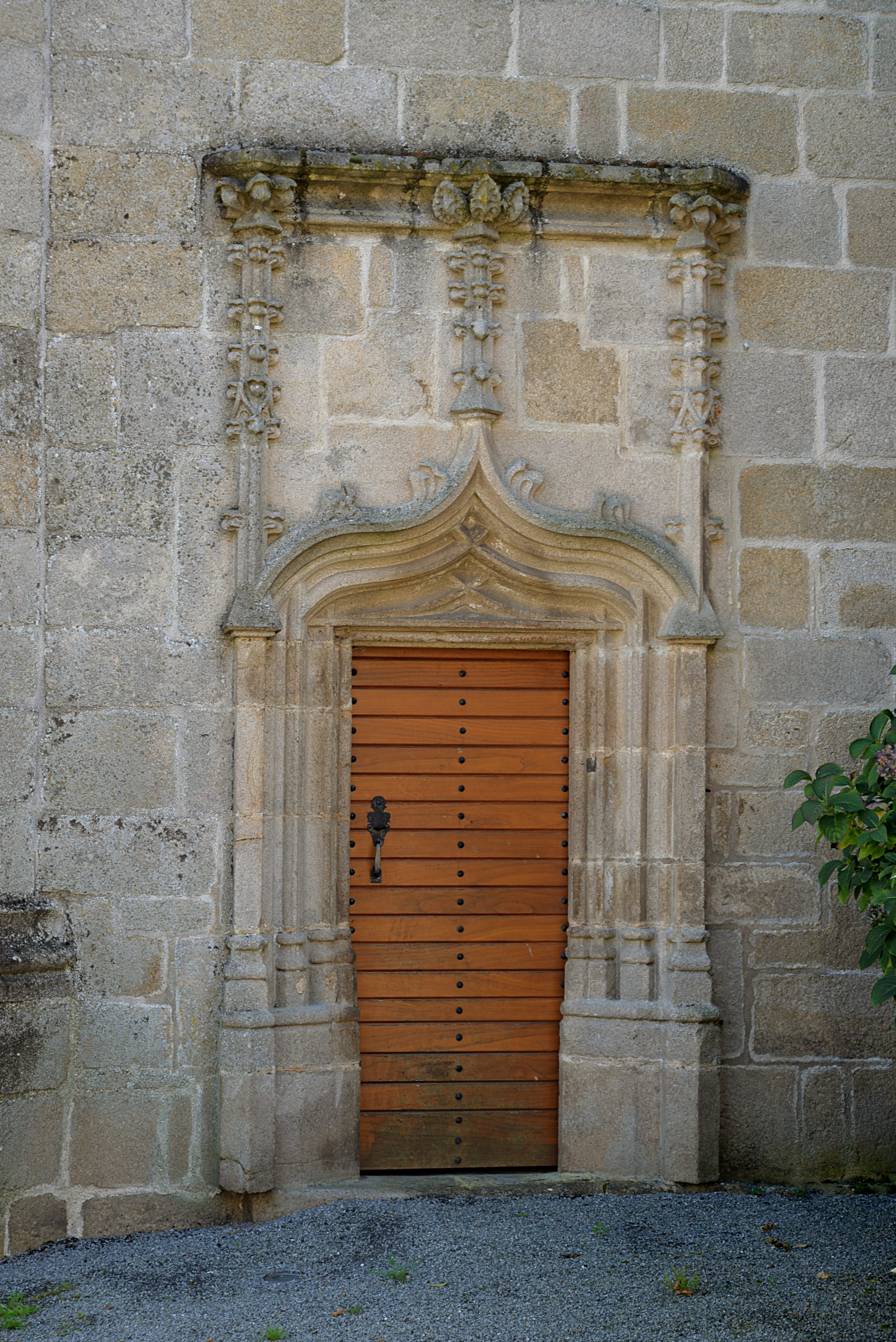
L’église Saint-Pierre. Porte latérale.
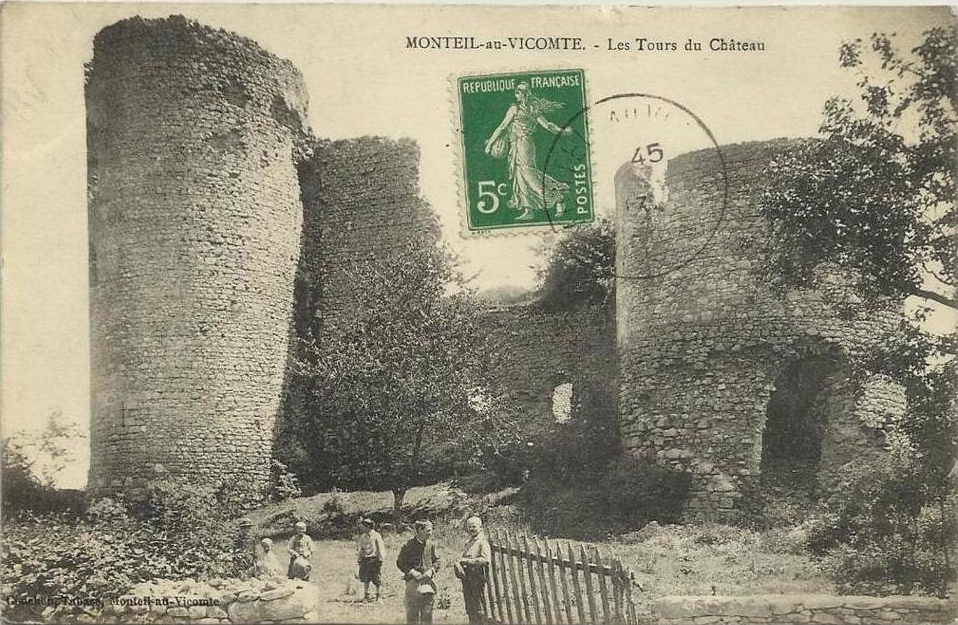
Carte postale du château vers 1920.
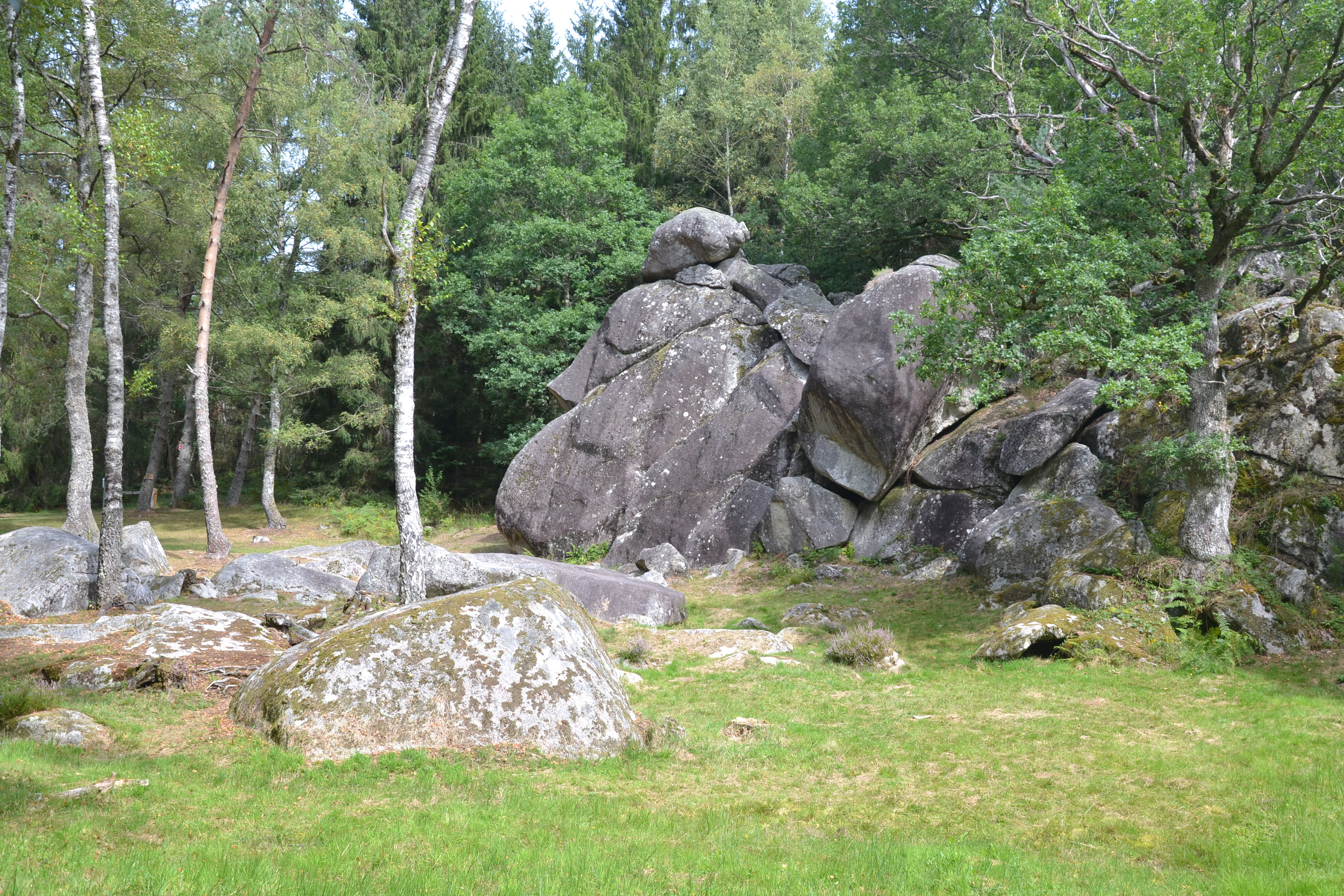
Rocher du Diable.

### Personnalités liées à la commune
- Pierre d'Aubusson (1423- 1503), grand maître des Hospitaliers de Saint-Jean de Jérusalem, cardinal, décédé sur l'ile de Rhodes.
- Gaspard I de Fieubet, vicomte du Monteil[46].
- Camille Benassy est né le 25 février 1887 au Monteil-au-Vicomte et mort le 26 mai 1958 à Royère-de-Vassivière.
- Étienne Bandy de Nalèche né au Monteil-au-Vicomte en 1865 et mort à Paris en 1947, est un haut fonctionnaire français. Il est secrétaire (1893) puis directeur (1895) du conseil d'administration du Journal des débats et président du Syndicat de la presse parisienne. Il est élu membre de l'Académie des sciences morales et politiques en 1937.

### Héraldique
| Blason de Le Monteil-au-Vicomte | Blason  | Écartelé : au 1er de gueules à la croix d'argent, aux 2e et 3e d'or à une croix ancrée de gueules, au 4e de gueules à une tour d'argent ouverte et ajourée du champ et posée sur une terrasse de sinople. |
| Blason de Le Monteil-au-Vicomte | Détails | Utilisé par la commune. |